# Abdul Salaam
Abdul Salaam (New Brockton, Alabama; 12 de agosto de 1953-8 de octubre de 2024)fue un jugador estadounidense de fútbol americano que jugó ocho temporadas en la NFL con los New York Jets en la posición de tackle defensivo en el llamado New York Sack Exchange.

## Carrera
A nivel universitario jugó para Kent State Golden Flashes y se llamaba Larry Faulk, donde jugó de guard y linebacker, formando una gran defensiva conocida como Carat Gold; y logró quedar en el All-Mid-American Conference por tres temporadas seguidas.
Fue seleccionado por los New York Jets en la séptima ronda (188° global) en el Draft de la NFL de 1976, luego cambió su nombre por el de Abdul Salaam, que significa "Soldado de Paz" en 1977 por buscar serenidad en su vida.
Los Jets terminaron sus primeras dos temporadas en la NFL con récord de 3-11 con Salaam, pero luego se le unieron los jugadores Joe Klecko, Mark Gastineau y Marty Lyons en la línea defensiva de los Jets que pasó a ser una de las mejores de la NFL, conocida como la "New York Sack Exchange". Los cuatro se combinaron para 66 capturas en 1981 y ayudaron a los Jets a su primera clasificación a playoff desde 1969.
En noviembre de 1981 Salaam, Gastineau, Klecko y Lyons fueron invitados a la campana del New York Stock Exchange que era la inspiración de su apodo. Los Jets volvieron a clasificar a los playoffs en 1982, donde perdieron en el partido de campeonato de la AFC ante Miami Dolphins. En 1983 Salaam solo jugó un partido con los Jets y fue el último partido de la temporada que perdieron 14–34 ante los Dolphins en Miami, temporada en la que los Jets tuvieron récord de 7–9. En la siguiente temporada, fue cambiado por Kenny Neil a los San Diego Chargers por una selección de segunda ronda del Draft de 1984, pero ninguno de los jugadores llegó a debutar con su nuevo equipo.

## Muerte
Salaam murió el 8 de octubre de 2024 a los 71 años luego de tener varias enfermedades, incluyendo la diabetes.